# Homo georgicus
Homo georgicus ou Homo erectus georgicus é uma espécie de primatas hominídeos do mesmo gênero dos humanos, o gênero Homo. Esta espécie foi estabecida em 2002 a partir dos fósseis encontrados um ano antes em Dmanisi, no Cáucaso, República da Geórgia. É considerada intermediária entre o Homo habilis e o Homo erectus e relacionada com o Homo ergaster.
Os fósseis foram datados em 1,8 milhão de anos. O tamanho do cérebro foi calculado entre 600 e 680 cm³. A estatura foi estimada em 1,5 m.
Foi encontrado primeiro grande parte de um esqueleto (Vekua et al. 2002; Gabunia et al. 2002). Posteriormente houve outras três descobertas, incluindo um crânio completo (mas sem dentes, somente com o canino esquerdo) e além disto, foram encontrados, associados a ossos, artefatos de pedra, que permitiam a esta espécie caçar, matar animais e processá-los. A condição de caçador e não de carniceiro nem de simples coletor e consumidor de alimentos vegetais, do Homo georgicus, tem sido estabelecida. O hominídeo de Dmanisi consumia carne, e este produto, pode haver sido a chave da sobrevivência desta espécie e de outros hominídeos habitantes de altas latitudes, sobre todo no inverno, conforme o projeto de David Lordkipanidze.
Os cinco indivíduos de Dmanisi formavam uma família que percebeu estar em volta de uma erupção vulcânica, o que os obrigaram a tentar se proteger num abrigo, e logo morreram asfixiados devido às cinzas vulcânicas. Essa é a explicação que se forma a partir do estudo dos vestígios e o porquê deste caso especial em que são encontrados vários fósseis juntos e ainda de idades distintas.